# Rally Costa de Almería de 2015

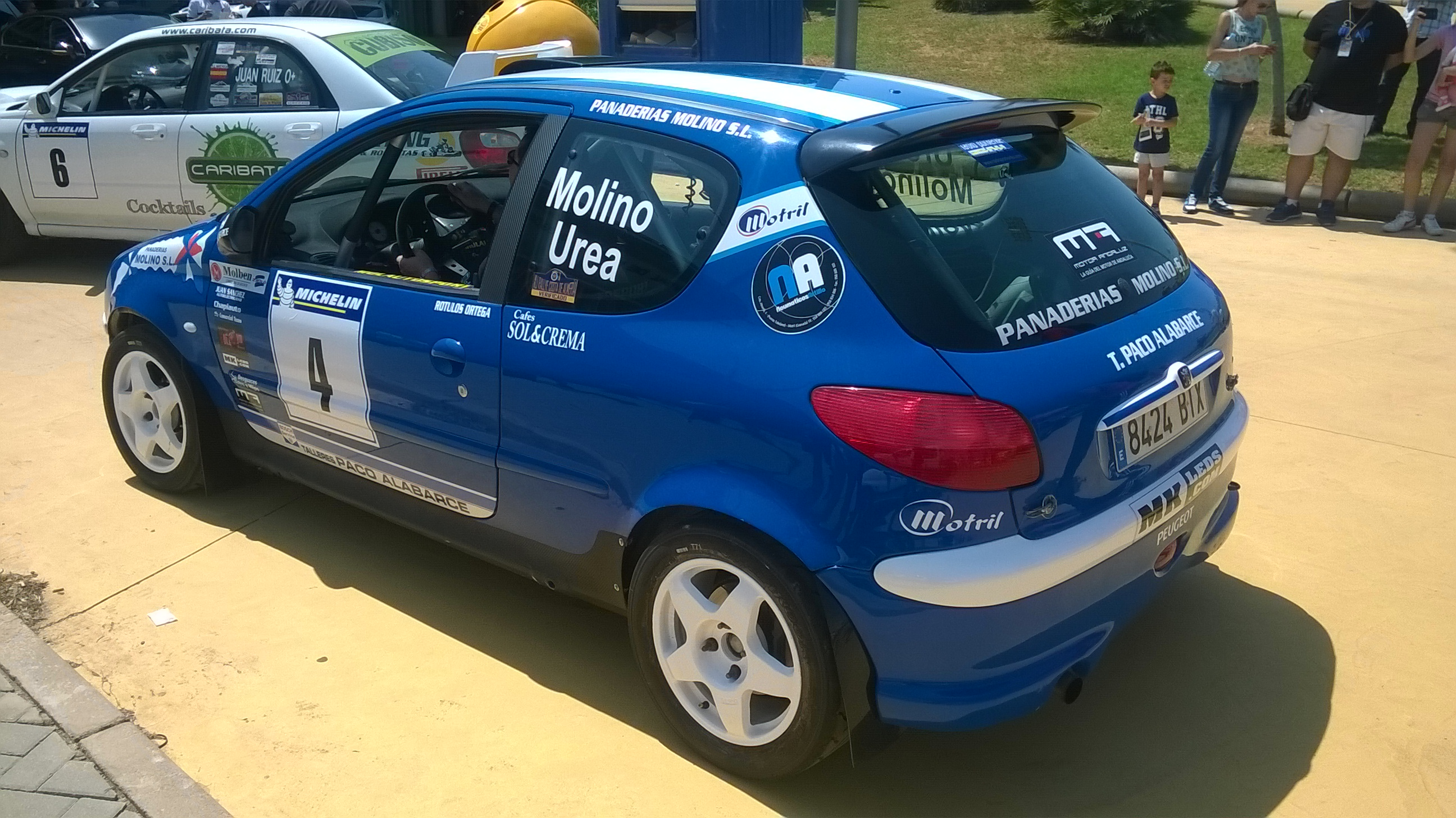
Francisco Molino alcanzó la cuarta posición con un Peugeot 206.

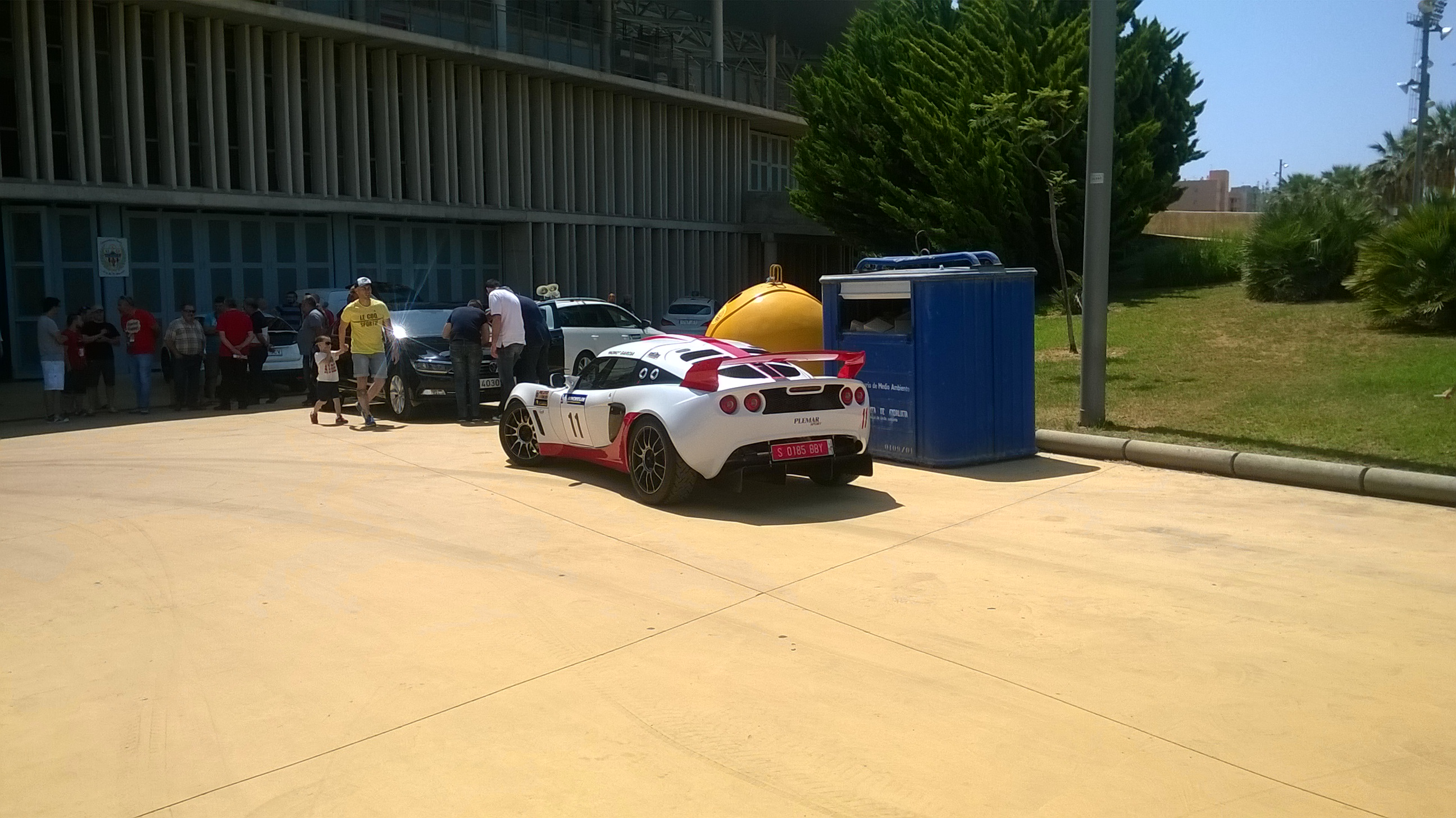
José Antonio García acabó quinto en su Lotus Exige.

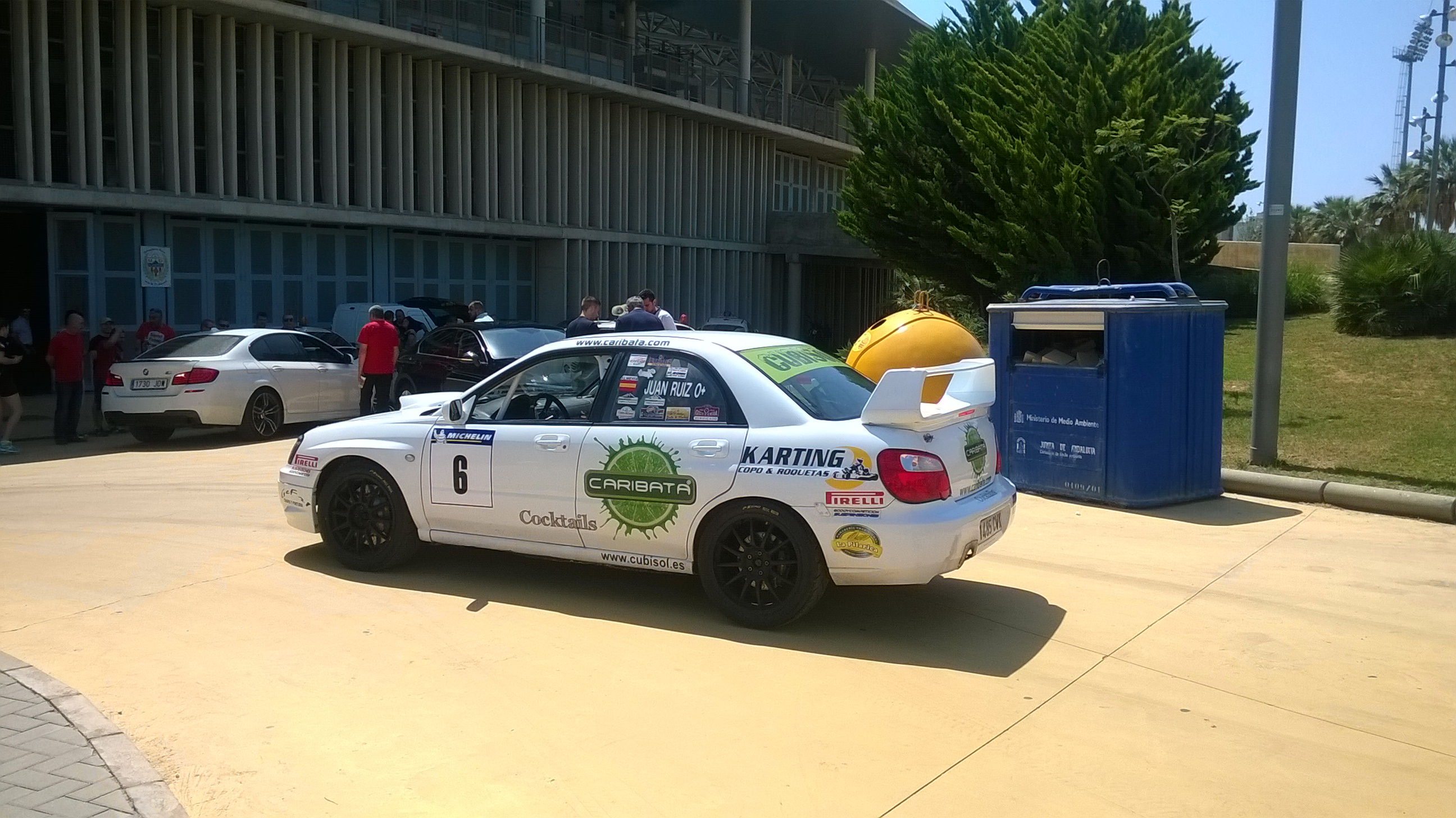
Juan Ángel Ruiz tuvo que retirar su Subaru Impreza de la competición.

El Rally Costa de Almería de 2015 fue la 41.ª edición del citado rally. Se celebró entre el 30 y 31 de mayo de 2015 y contó con un itinerario de ocho tramos cronometrados sobre asfalto. Contó con un coeficiente 5, y fue puntuable para el Campeonato de Andalucía de Rallyes de Asfalto. Dio comienzo en el recinto del Estadio de los Juegos Mediterráneos, donde también se instaló el centro de control, mientras que la llegada se celebró en la Puerta de Purchena.

## Itinerario
| Día   | Tramo | Nombre                  | Distancia | Hora  | Ganador            | Tiempo | Líder rally        |
| ----- | ----- | ----------------------- | --------- | ----- | ------------------ | ------ | ------------------ |
| Día 1 | SS1   | Benizalón-Benitagla     | 10,3 km   | 18:22 | José Antonio Aznar |        | José Antonio Aznar |
| Día 1 | SS2   | Cóbdar-Uleila del Campo | 20,68 km  | 19:05 | José Antonio Aznar |        | José Antonio Aznar |
| Día 1 | SS3   | Benizalón-Benitagla     | 10,3 km   | 20:35 | Juan Ángel Ruiz    |        | José Antonio Aznar |
| Día 1 | SS4   | Cóbdar-Uleila del Campo | 20,68 km  | 21:18 | José Antonio Aznar |        | José Antonio Aznar |
| Día 2 | SS5   | Alboloduy               | 6 km      | 09:55 | José Antonio Aznar |        | José Antonio Aznar |
| Día 2 | SS6   | Ricaveral               | 11,66 km  | 10:18 | José Antonio Aznar |        | José Antonio Aznar |
| Día 2 | SS7   | Alboloduy               | 6 km      | 11:33 | José Antonio Aznar |        | José Antonio Aznar |
| Día 2 | SS8   | Ricaveral               | 11,66 km  | 11:55 | David García       |        | José Antonio Aznar |

## Clasificación final
| Pos.   | Piloto                    | Copiloto               | Automóvil                  | Tiempo                | Diferencia |
| ------ | ------------------------- | ---------------------- | -------------------------- | --------------------- | ---------- |
| 1.     | José Antonio Aznar        | José Crisanto Galán    | Porsche 911 997 GT3 RS 3.6 | 1:02:15,7             | 0.0        |
| 2.     | José María Zapata         | Antonio Pérez          | Renault Mégane RS          | 1:05:46,1             | +3:30,4    |
| 3.     | José Antonio Caballero    | Víctor Barba           | Mitsubishi Lancer Evo X    | 1:06:53,6 (+0:10)     | +4:37,9    |
| 4.     | Francisco M. Molino       | Iván Urea              | Peugeot 206 XS             | 1:08:26,3             | +6:10,6    |
| 5.     | José Antonio García       | Fernando Román         | Lotus Exige GT             | 1:10:15,6             | +7:59,9    |
| 6.     | Miguel A. Almodóvar       | José Juan Almodóvar    | Fiat Punto S1600           | 1:10:25,4             | +8:09,7    |
| 7.     | Antonio Molina            | Alejandro Castillejo   | Renault Clio Sport         | 1:10:36,5             | +8:20,8    |
| 8.     | Rubén Segura              | Alejandro Martínez     | Peugeot 205 Rallye         | 1:10:40,0             | +8:24,3    |
| 9.     | Francisco Arias           | Juan Manuel Cruz       | Renault Mégane Maxi        | 1:12:02,9             | +9:47,2    |
| 10.    | Juan Jesús Coca           | Luisa María Benítez    | Citroën AX GTI             | 1:12:05,8             | +9:50,1    |
| 11.    | José Miguel López         | Sergio Martín          | SEAT Ibiza 1.8T            | 1:12:24,1             | +10:08,4   |
| 12.    | Germán Saiz               | Marc Pie               | BMW M3                     | 1:12:24,6             | +10:08,9   |
| 13.    | Óscar Viciedo             | Juan Antonio Fernández | Renault Clio III           | 1:12:59,8             | +10:44,1   |
| 14.    | Alberto Bueno             | Manuel R. Nieto        | Fiat Punto                 | 1:14:24,4             | +12:08,7   |
| 15.    | José Manuel Ramón         | Francisco Salmerón     | Citroën AX                 | 1:14:46,2             | +12:30,5   |
| 16.    | William Rossini           | Javier Cabrera         | Volkswagen Polo GT         | 1:15:10,4             | +12:54,7   |
| 17.    | David García              | Antonio F. Martínez    | Porsche 911 997 GT3 RS 3.6 | 1:15:47,2             | +13:31,5   |
| 18.    | Francisco J. Almodóvar    | José Luis Fuentes      | Subaru Impreza             | 1:17:02,6             | +14:46,9   |
| 19.    | Nicolás Parrilla          | Cristian Parrilla      | Peugeot 206                | 1:17:10,4             | +14:54,7   |
| 20.    | Adolfo Olmedo             | Pablo Moreno           | SEAT Ibiza 1.8T            | 1:17:49,7             | +15:34,0   |
| Ret.   | Pedro Cordero             | Francisco Cruz         | Porsche 911 997 GT3 RS 3.6 | Retirado              |            |
| Ret    | Juan Ángel Ruiz           | Sergio Cerezo          | Subaru Impreza STi N10     | Retirado              |            |
| Ret    | Antonio Maldonado         | Alicia Rodríguez       | Porsche 911 997 GT3 RS 3.6 | Penalización excesiva |            |
| Ret    | Sergio Capel              | Antonio Cruz           | Renault Clio Sport         | Accidente             |            |
| Ret    | Francisco Javier Villegas | Antonio Blas López     | Opel Corsa                 | Retirado              |            |
| Ret    | Manuel González           | Francisco Fernández    | Citroën AX                 | Retirado              |            |
| Fuente |                           |                        |                            |                       |            |